# Personaggi di Sekirei

## Villa Izumo (Nord della città)
- Minato Sahashi (佐橋 皆人?, Sahashi Minato)

Doppiatore: Shinnosuke Tachibana
È un ragazzo piuttosto sfortunato nello studio e con le ragazze. Dopo aver scoperto di aver fallito l'esame di ammissione all'università per il secondo anno consecutivo, gli piove letteralmente dal cielo Musubi o Sekirei #88, specializzata nel corpo a corpo, inseguita da due Sekirei con il potere del fulmine. La Sekirei gli propone subito di essere il suo Ashikabi e lo bacia. Il giovane si dimostra subito generoso e paziente nei confronti dell'avvenente fanciulla, in un vortice di scene comiche dove la Sekirei completamente senza pudore si spoglia più volte davanti a lui. Vive per poco tempo con Musubi in un appartamento per single, tuttavia dopo essere stato scoperto dal proprietario con una ragazza viene sfrattato. Si ritrova così senza casa e senza lavoro. Inizia così a diventare molto pessimista, tuttavia grazie al conforto di Musubi si riprende. Giunge poi alla villa Izumo, gestito dalla spaventosa Miya Asama (in realtà la Sekirei #1), dove affitta una stanza per lui e Musubi. Dopo poco tempo salva la piccola Kusano, la Sekirei #108 con il potere di ingrandire e creare gigantesche piante. Dopo il suo salvataggio che porta alla sconfitta, e poi alla morte per mano di Musubi, della Sekirei #43 (Yomi) incaricata di portare con sé la Sekirei #108, Kusano colpita dal gesto del giovane gli chiede di diventare suo Ashikabi e lo bacia, divenendo la sua seconda Sekirei. Poco dopo diventa Ashikabi anche della intelligentissima Matsu (#02), che all'inizio cerca in tutti i modi di tenere impegnata Musubi per stare sola con il giovane. Successivamente diverrà Ashikabi anche di Tsukiumi (#09), Kazehana (#03) e Homura (#06). Viene considerato come uno degli Ashikabi più potenti della città perché dispone di ben 4 Sekirei a numero singolo (generalmente più potenti di quelle a numero doppio) oltre che di due Sekirei speciali.
- Musubi (結?, Musubi) (Sekirei #88)

Doppiatrici: Ayako Kawasumi nel Drama CD e Saori Hayami nell'anime.
La prima Sekirei che Minato incontra. Bellissima e procace, cade dal cielo (inseguita da Hikari e Hibiki) sul ragazzo che da quel momento si prende cura di lei. Quando il suo cuore inizia a battere all'impazzata capisce che Minato è colui che è destinato a divenire il suo Ashikabi e lo bacia. I due da allora vivono insieme a Villa Izumo. È una Sekirei di tipo pugno e combatte a mani nude. Il vestito di Musubi è costituito da una gonna corta rossa e i suoi vestiti superiori assomigliano a quelli tradizionalmente indossati dalle miko. Per il fatto di essere stata allenata da Miya, durante i periodi di rabbia o gelosia dietro di lei compare l'immagine di un orso feroce. Inizialmente il suo stile di combattimento era soprattutto fisico e istintivo, ma dopo tanti allenamenti con Miya acquisisce sempre più tecnica, fino a renderla capace di replicare molte delle mosse che un tempo utilizzava Yume, la Sekirei che anni fa, trovatola senza vita, decise di donarle la propria anima, ridandole energia ma legandosi misteriosamente a lei. In alcune occasioni, soprattutto quando Musubi è in difficoltà, Yume prende il controllo del suo corpo combattendo con i propri poteri ed esperienza. Alla fine è lei a dover combattere contro Miya, che riesce a sconfiggere grazie anche ai poteri acquisiti temporaneamente dalle altre cinque Sekirei di Minato. Ha una personalità molto ingenua, mostrandosi anche più infantile di Kusano, e si riferisce a sé stessa in terza persona, ma sa essere matura quando necessario. Musubi è la più competitiva delle Sekirei di Minato, spesso mostrando un grande desiderio di combattere le altre Sekirei, ma non manca mai di essere gentile, come ad esempio chiedere il permesso prima di combatterle. Un cliché corrente nella storia è quando il suo abbigliamento finisce sempre a brandelli e le sue curve sexy vengono scoperte dopo ogni combattimento. Dopo aver sentito Tsukiumi dire di essere la moglie di Minato, decide di essere anche lei sua moglie. Mangia molto ed è una cuoca abbastanza brava, ma finora è stata vista cucinare solo del curry in grandi quantità. Il soprannome dato da Miya a Musubi è "Grande mangia pasti". Gli attacchi noti di Musubi sono il Pugno dell'Orso (熊 Kuma-ken) e Meteora dell'Orso (熊 Kuma Ryusei). Il suo Norito è "Pugno del mio contratto, rompi l'infelicità del mio Ashikabi!".
- Kusano (草野?, Kusano) (Sekirei #108)

Doppiatrici: Yukari Tamura nel Drama CD e Kana Hanazawa nell'anime.
Comunemente chiamata "Kuu-chan" o "Ku" (e conosciuta anche come la "bambina verde"), Kusano è una bambina spaventata che Minato vede per la prima volta in sogno e che gli chiede di salvarla. Minato inizia così la ricerca della piccola Sekirei assieme a Seo e alle sue Sekirei e riesce a trovarla nel fitto di un giardino botanico, fatto crescere selvaggiamente per difendersi da Mikogami che tentava di legarla forzatamente a sé. Kusano comunica con Minato telepaticamente e lo conduce attraverso il giardino fino a quando non la trova. Kusano si riferisce a Minato come Onii-chan (fratellone), ed è la più attaccata a lui. Non le piace combattere o litigare e se vede che qualcuno sta per iniziare una rissa si prodiga sempre per fermarli. Lei è anche molto impressionabile e spesso copia i comportamenti di Musubi, Tsukiumi e Kazehana. È inoltre determinata a essere la moglie di Minato quando crescerà, ed è parecchio gelosa nei suoi confronti, a volte arrivando persino a mordere lui o le sue compagne Sekirei se gli si avvicinano troppo. Kusano ha il potere di controllare le piante, facendole crescere a un ritmo accelerato e innaturale, e in genere le usa per intrappolare o stordire i suoi avversari, senza far loro del male, poiché detesta la violenza più di ogni altra cosa. Nell'usare varie piante è molto fantasiosa ed estremamente efficace. Le sue regolazioni all'MBI non sono mai state completate, motivo per cui ogni volta che lei è triste o arrabbiata, i suoi poteri vanno fuori controllo. Matsu suggerisce che probabilmente i poteri di Kusano, se lei volesse, potrebbero andare molto oltre la sola manipolazione delle piante e ciò si rivela essere vero perché nella quarta prova, per la prima volta, Minato accetta di farsi baciare da Ku per usare il suo Norito e l'effetto è che le Sekirei terminate nelle vicinanze vengono tutte riattivate. Ha un rapporto fratello-sorella con il #107 Shiina il quale, quando i due erano ancora nella sede dell'MBI, si occupava di distruggere le piante che lei creava quando i suoi poteri andavano fuori controllo. Nel manga, quando Minato inizialmente la porta a Villa Izumo, Miya punta la spada verso la faccia di Minato, credendo che l'avesse rapita. Il suo nome significa letteralmente "campo in erba", e il soprannome di Miya per Kusano è "figlia adottiva".
- Matsu (松?, Matsu) (Sekirei #02)

Doppiatrici: Yuki Matsuoka nel Drama CD e Aya Endō nell'anime.
Matsu è una Sekirei occhialuta indossante un abito color pesca chiaro simile a un cheongsam. È un genio dell'informatica e un'hacker di prim'ordine, e utilizza una vasta rete di satelliti e dispositivi di spionaggio per raccogliere grandi quantità di informazioni, una volta riuscendo anche ad aggirare il mainframe del computer della MBI. Matsu si riferisce a sé stessa come "Sekirei della sapienza" e usa con tutti il suffisso "-tan" (ad esempio Minato diventa Mina-tan). Tuttavia, in netto contrasto con il suo alto intelletto, Matsu è molto perversa, spesso utilizzando le sue risorse per spiare gli abitanti della casa e persino cercando di fare degli "esperimenti" (atti sessuali impliciti) con Minato, di conseguenza la maggior parte delle persone la chiama la "Sekirei senza vergogna". Uno dei suoi hobby preferiti è guardare il caos che si crea con Minato e le altre sue Sekirei ogni giorno ogni volta riescano a trovare un motivo. Prima dell'inizio della storia, Matsu rubò l'ottavo Jinki, il che l'ha portata a vivere in una stanza segreta a Villa Izumo per evitare di essere catturata dalla MBI. Non viene mai rivelato perché la sua presenza a Villa Izumo sia permessa, date le sue perversioni, ma sembra che il motivo principale sia il fatto che Miya accetta di aiutarla semplicemente perché ha agito contro l'MBI, che Miya detesta profondamente. Matsu è anche stata un membro della prima Squadra Disciplinare, guidata da Miya e ora è la stratega non ufficiale di Minato. Ha il potere di accedere e analizzare qualsiasi dispositivo elettronico a livello telepatico, ma non ha ancora il potere di controllarli. Quando militava nella prima generazione della squadra disciplinare, il suo compito era acquisire immediatamente quante più informazioni sulle truppe che ogni volta stavano invadendo l'isola. Il suo nome letteralmente significa "pino". Il suo Jinki (il numero 2) era il premio per il vincitore della seconda partita della terza fase, ed è attualmente nella parte Est nelle mani di Higa Izumi, che lo ha sottratto con la forza al legittimo vincitore.
- Tsukiumi (月海?, Tsukiumi) (Sekirei #09)

Doppiatrici: Rie Tanaka nel Drama CD e Marina Inoue nell'anime.
Tsukiumi (月海, Sekirei n°09) è un Sekirei bionda con una personalità tsundere che appare a Minato Sahashi in sogno dicendogli che l'avrebbe ucciso. Indossa un abito bianco e nero e stivali marroni sul nero e calze a coscia alta con reggicalze marroni. Il risentimento iniziale di Tsukiumi è il risultato del suo desiderio di essere la più forte, senza la necessità di ottenere le ali da un Ashikabi. Per qualche motivo è inoltre convinta che "ottenere le ali" significhi avere rapporti sessuali con un Ashikabi; questo equivoco viene chiarito quando i due finalmente si incontrano, e lei decide infine di diventare una sua Sekirei. Si riferisce a sé stessa come la "moglie legittima" di Minato ed è molto possessiva verso di lui. La più aggressiva delle Sekirei di Minato, Tsukiumi ha un temperamento molto severo, sottolineato dall'espressione quasi costantemente corrucciata sul suo volto, e raramente sorride. Ha un grande senso dell'onore, ed è una forte aderente alla regola fondamentale che il combattimento tra le Sekirei debba essere sempre uno a uno. Cerca sempre di evitare che dei civili innocenti vengano coinvolti nelle lotte fra Sekirei. Il modo di parlare di Tsukiumi è diverso da quello delle altre Sekirei, come si scopre alla festa di Minato, parlando un giapponese un po' antiquato; questo è rispecchiato nel doppiaggio inglese dell'anime, dove parla invece con un inglese shakespeariano. Nonostante il suo pessimo carattere tiene chiaramente alle altre Sekirei, in particolare a Musubi, in quanto intende batterla nelle loro quotidiane "gare" (come chi torna per prima dalla spesa più velocemente possibile) per potersi sedere accanto a Minato, anche se queste sfide si concludono spesso con la sconfitta di Tsukiumi dato che, a causa del suo orgoglio, lei accetta spesso gare in cui Musubi le è superiore. Il soprannome datole da Miya per i suoi poteri è "Rubinetto Ambulante". All'inizio della serie, Tsukiumi ha una rivalità unilaterale nei confronti di Homura derivante da una sconfitta la prima volta che si incontrarono. Homura rifiuta sempre una rivincita dicendo che lei dovrebbe concentrarsi sulla ricerca del suo Ashikabi. Dal momento che viene alata da Minato, Tsukiumi attende la rivincita contro Homura. Tsukiumi una volta confidò a Miya che voleva ancora essere la più forte, ma solo per poter così rimanere con Minato per sempre. I suoi attacchi. In combinazione con Homura può usare Scoppio del Dragone di Vapore (蒸爆龍 Jōki Bakuryū). Il suo Norito è "Questa acqua rappresenta il mio impegno, purificare il male che risiede nel mio Ashikabi" e con esso è in grado di eseguire.
- Kazehana (風花?, Kazehana) (Sekirei #03)

Doppiatrice: Yukana.
Kazehana (風花, Sekirei #03) è una Sekirei alta e molto formosa che incontra Minato al risveglio, dopo essersi accidentalmente stesa nel suo letto a causa dell'ebbrezza della notte precedente. Si interessa subito a Minato, supponendo correttamente che lui potesse essere il figlio di Hiroto Minaka perché Minato ha i suoi stessi zigomi, ma tenendo la cosa per sé. Nonostante sperimenti delle reazioni fisiche accanto a Minato, Kazehana mantiene inizialmente le distanze, sperando che Minato mostri una qualche "virilità". Dopo aver visto la preoccupazione e l'amore di Minato per le sue Sekirei, decide di sceglierlo come suo Ashikabi.
Kazehana mostra una personalità estremamente rilassata, preferendo trascorrere la maggior parte del suo tempo a rilassarsi e a bere sakè, e spesso va in estasi quando si parla di questioni d'amore. Tuttavia, quando diventa seria rivela una grande quantità di potenza e non permette a nessuno (con l'eccezione di Minaka, Miya, e Minato) di parlarle in quel momento. Kazehana viene a conoscenza del segreto di Uzume, e anche se non perdona le sue azioni, ne comprende le motivazioni (l'affetto verso la sua Ashikabi). Assieme a Matsu, Kazehana faceva parte della prima Squadra Disciplinare, per cui usava i suoi poteri per neutralizzare le unità di aviazione. Prima di unirsi a Minato, provava un amore non corrisposto verso Minaka, ma venne respinta.
Kazehana ha la capacità di controllare e manipolare il vento, che le concede anche una limitata capacità di volo. Nonostante l'atteggiamento rilassato, oltre ai poteri possiede una straordinaria abilità combattiva, che la rende in grado di sopraffare Uzume in pochi secondi e di combattere alla pari contro Benitsubasa e Haihane contemporaneamente. Il suo nome significa letteralmente "Fiore del Vento", e il soprannome dato da Miya per il suo comportamento è "Oscenità Pubblica". Il suo Jinki (numero 3) era il premio per il vincitore della terza partita della terza fase ed è attualmente nelle mani di Minato (diventando il suo secondo Jinki). I suoi attacchi normali noti sono Spada di Vento (風の太刀 Kaze no Tachi), la Danza dei Fiori (花の舞 Hana no Mae), Festa dei Fiori (花宴 Hana Utage), e Fiori di Ciliegio (花の桜 Hana Sakura). Il suo Norito è "Con i quattro venti del contratto, le nuvole scure del mio Ashikabi saranno spazzate via!" e con esso è in grado di eseguire questi attacchi: Tempesta di Fiori (花嵐 Hana Arashi), Turbine di Fiori (花旋風 Hana Senpū) e Vento della Bellezza dei Fiori (花美風 Kamikaze).
- Homura (焔?, Homura) (Sekirei #06)

Doppiatori: Hiromi Hirata nel Drama CD e Yuki Kaida nell'anime.
Homura (焔 ? , Sekirei # 06) era l'omonimo "Guardiano delle Sekirei" che proteggeva le Sekirei non alate durante le prime due fasi (questa missione gli è stata affidata da Takami), di solito da Hikari e Hibiki. Prima di ottenere lui stesso le ali, il potere e il sesso di Homura erano instabili. Una gag nei capitoli precedenti riguarda Homura che tenta di incenerirsi, solo per essere spento da Tsukiumi apparsa improvvisamente. Anche dopo che il suo corpo divenne femminile (un processo chiamato "femminilizzazione" nel manga), Homura continuò a pensare e ad agire come un uomo. Per lungo tempo, Homura visse sotto lo pseudonimo di Kagari (篝), e lavorava come animatore in un night-club nel tentativo di trovare una Ashikabi donna di sesso femminile. Homura cominciò a reagire a Minato poco prima che Kazehana diventasse la sua quinta Sekirei, ma ciò diventa più evidente in seguito. Ciò gli ha procurato una grande quantità di stress sul fatto che il suo Ashikabi fosse un maschio. Al termine della seconda fase, viene rivelato che lui era l'ultimo Sekirei senza ali. Per questo Homura lasciò la villa per andare da Minaka e porre fine al Piano Sekirei. Tuttavia, viene attaccato da molte Sekirei che tentano di catturarlo. Rifiutando di diventare un trofeo nel "gioco" di Minaka, tentò il suicidio attraverso l'autocombustione poco prima che Minato e le sue Sekirei arrivassero. Rifiutando di lasciare che Homura si sacrifichi, Minato gli dà le ali, salvandogli la vita. Successivamente, Minato riceve il potere di determinare il sesso e la mentalità di Homura, ma sceglie di lasciare Homura quello che è, per ora. Un anno dopo la fine del Progetto Sekirei, Homura ha ripreso il suo ruolo di guardiano, ma ora controllando e assicurandosi che tutte le Sekirei riattivate siano ri-alate e che non lottino tra loro. Ha la capacità di controllare e manipolare il fuoco e ha l'abitudine di fumare quando è ansioso (accende le sigarette con il suo potere). È molto potente, e Tsukiumi afferma che sia il più forte Sekirei non alato prima che arrivasse Minato. Il suo nome significa letteralmente "fiamma", riferendosi al suo elemento, e i suoi attacchi normali noti sono Dragone di Fuoco (炎竜 Enryū), Serpente di Fuoco (蛇炎 Jaen), e Muro di Fuoco (炎の壁 En no Yan). In combinazione con Tsukiumi può usare Scoppio del Dragone di Vapore (蒸爆龍 Jōki Bakuryū). Il suo Norito è "Queste sono le fiamme del mio impegno! Brucino il karma del mio Ashikabi!"
- Miya Asama (浅間 美哉?, Asama Miya) (Sekirei #00, poi #01)

Doppiatrice: Sayaka Ōhara.
È la padrona di Villa Izumo e, segretamente, la Sekirei più anziana. Takehito, l'uomo che lei chiama suo marito, lavorava presso la MBI come ricercatore, fino alla sua apparente morte in seguito a un incidente, di cui si scoprirà la natura durante la storia, che spinse Miya a lasciare l'MBI. Afferma di non rifiutare mai chiunque abbia bisogno di un tetto sotto cui stare. Tuttavia, vieta categoricamente i combattimenti e le oscenità nella sua casa, anche se talvolta viene intercettata da un altoparlante fatto con una papera di gomma chiamato "Duck-san" (realizzato da Matsu). In questo modo, Kusano, Matsu, Kazehana e Homura sanno in anticipo quando si avvicina, e poi pregano gli altri abitanti (Minato, Musubi e Tsukiumi) di non dirle niente. Allena sia Musubi sia Tsukiumi per aiutarle a vincere le battaglie con le altre Sekirei. Ogni volta che si arrabbia, si infastidisce, se qualcuno infrange le regole della casa, o se sta dando minacce, un volto demoniaco appare dietro di lei, il che la rende abbastanza terrificante da spaventare persino Homura e Tsukiumi. È l'unica Sekirei nota a non aver mai preso le ali, perché Takehito non era un Ashikabi. Hiroto Minaka non l'ha fatta cacciare dalle altre Sekirei come Homura in parte per rispetto verso Takehito, ma soprattutto perché troppo spaventato per far attaccare lei o Villa Izumo: è infatti fortemente implicito che Miya sia in assoluto la più forte Sekirei in circolazione; era il leader della prima Squadra Disciplinare (nota come "Guardiane Piano S"), ed è una spadaccina senza pari, capace di produrre, fendendo la propria spada, potenti onde d'urto in grado di tranciare di netto navi da guerra. Grazie alla sua temibile reputazione chi è a conoscenza della sua identità la chiama "Hannya del Nord" (北の Kita no Hannya), dato sia dalla sua forza straordinaria che all'omonimo volto demoniaco che appare quando è arrabbiata. Quando Minato le chiede della Sekirei n°01, Miya cripticamente risponde che "lei" è morta insieme a Takehito (per dire che ormai quella che era un tempo se l'è lasciata definitivamente alle spalle). Il suo Jinki (n°1) era il premio per il vincitore della prima partita della terza fase ed è vinto da Mikogami.
- Yume (結女?, Yume) (Sekirei #08)

La "Sekirei del Destino", era il leader della seconda generazione della Squadra Disciplinare. Morì prima dell'inizio della storia quando si sacrificò per salvare Musubi, donandole il suo "tama" (forza vitale), e da allora la sua anima torna temporaneamente alla luce quando Musubi si trova in particolari momenti. Il suo potere è terrificante e la Squadra Disciplinare non può nulla contro di lei. Dichiara che il suo scopo è quello di proteggere l'Amore e per questo, prendendo possesso del corpo di Musubi, dice a Minato che lo proteggerà per sempre finché questi proverà affetto per Musubi. È suo il Jinki rubato da Matsu all'MBI e poi consegnato a Minato. Il suo stile di combattimento è molto simile a quello di Musubi, ma su scala immensamente superiore: è in grado di lanciare lampi energetici dai palmi delle mani, cosa che solo in seguito Musubi imparerà, e con la sola forza delle braccia afferra Benitsubasa e Haihane per poi lanciarle lontano senza alcuno sforzo. Karasuba sostiene che, se Yume fosse ancora viva, sarebbe una "giocatrice sleale" nel "gioco" che è Progetto Sekirei, suggerendo che sia più forte persino di lei. Per questo la #04, che è sempre alla ricerca di avversari forti con cui scontrarsi, desiderava scontrarsi con Yume. Secondo Mikogami, se la prima generazione della Squadra Disciplinare era invincibile grazie a Miya, la seconda generazione lo era grazie a Yume. In seguito viene chiarito che la ragione della sua forza risiedeva nel fatto che Yume poteva accedere al proprio Norito senza bisogno dell'assistenza di un Ashikabi, ed in parte questo spiega perché Karasuba, che più di ogni altro detestava la necessità degli Ashikabi per permettere alle Sekirei di raggiungere il proprio vero potenziale, era così ossessionata da lei. Quando, nell'ultima fase del progetto Sekirei, Musubi affronta definitivamente Karasuba, Yume decide di sacrificarsi, morendo definitivamente, in modo che la giovane sekirei possa raggiungere il suo vero potenziale.

## Mid Bio Imformatics (MBI)
La Mid Bio Informatics, spesso abbreviata in MBI (M・B・I, エムビーアイ?, Emu Bī Ai), è un potente conglomerato fondato da Hiroto Minaka, che ha come quartier generale nella Teito Tower (帝都 Teito-TO?). Sono di fatto gli antagonisti della serie dato il piano di Minaka per le Sekirei perché combattano tra loro per la loro sopravvivenza.
- Hiroto Minaka (御中 広人?, Minaka Hiroto)

Doppiatore: Toshihiko Seki
È l'eccentrico presidente e fondatore del gruppo MBI, il cui motto è: "Lotta e combatti fino a quando non ne resterà uno". Egli, assieme a Takami, scoprì le Sekirei su un'isola deserta e per questo motivo si è autonominato "Game Master" del Piano Sekirei. Takami afferma che lui sia un "super genio", ma in realtà pensa che sia un pazzo e le sue azioni in tutta la storia sembrano supportare questa credenza. Viene accennato da Seo che potrebbe aver avuto qualcosa a che fare con la morte di Takehito, o per lo meno non ha fatto nulla per impedirla. Nel capitolo 100 del manga, viene rivelato che Minaka è il padre illegittimo di Minato (e di Yukari), ma solo perché Takami rifiuta di permettergli di entrare nella sua famiglia. Nella fase finale del Piano, Hiroto rivela di essere anch'egli un Ashikabi, e intende usare i suoi poteri per riempire la quota richiesta di un altro Ashikabi per attivare il Jinki prima che gli altri muoiano, portando il secondo Jinki di Minato con sé. Tuttavia sembra non avere alcuna Sekirei alata.
- Takami Sahashi (佐橋 高美?, Sahashi Takami)

Doppiatrice: Miki Itō
Takami Sahashi è la madre di Minato e Yukari, capo ricercatrice dell'MBI e la responsabile del Piano Sekirei. Prima dell'inizio della serie, Takami, insieme a Hiroto, scopre l'astronave Sekirei e successivamente dà vita a Minato fuori dal matrimonio con Minaka a causa del suo rifiuto di consentirgli di far parte della loro famiglia. Si viene a sapere, dopo il tentativo di rapimento di Minato da parte di Benitsubasa e Haihane, che ha mentito al figlio sulla natura del suo lavoro, dicendogli che lavorava in una società farmaceutica quando lei lo prende in custodia temporanea. Come Miya ogni volta che si arrabbia o scherza (benché sembri scherzare poco) assume un'espressione grottesca sul viso, caratteristica che condivide con Yukari. È anche la regolatrice di Homura (insieme a Takehito), Musubi, Shiina e Kusano. Ha una lunga cicatrice sopra l'occhio sinistro, avuta dallo scontro con Yomi mentre cercava di proteggere Kusano. Nonostante il suo ruolo rilevante all'interno dell'organizzazione, non sembra affatto apprezzare il costringere le Sekirei a combattere tra loro. Infatti non si mostra per nulla preoccupata dal fatto che il figlio sia l'Ashikabi di Musubi e Kusano, certa che le due saranno molto più al sicuro con lui e Miya piuttosto che altrove.
- Takehito Asama (浅間 建人?, Asama Takehito)

Doppiatore: Susumu Chiba
È il defunto marito di Miya ed è stato amico di Seo. Ricercatore presso la MBI, fu lo scopritore del sistema delle ali, il Norito, e dell'esistenza degli Ashikabi. Insieme a Takami era il regolatore della prima Squadra Disciplinare, composta da Miya, Matsu, Kazehana, Karasuba, e Mutsu. Un giorno confessò a Homura di credere che il potere di un Ashikabi fosse il potere del destino. Era estremamente contrario all'idea di Hiroto del Piano Sekirei. È stato lui a costruire Villa Izumo con l'aiuto di Seo ed è implicito che Miya abbia lasciato definitivamente l'MBI proprio a causa della sua morte. Takehito fu il primo a utilizzare il "Volto Demoniaco" mentre parlava al telefono con Seo, facendo sorridere Miya per la prima volta nella sua vita. Nel manga viene rivelato che Takehito morì sacrificandosi per proteggere tutte le Sekirei da un esperimento fallito con i Jenki, di cui lui fu l'unica vittima perché l'esplosione energetica che seguì quando lui impedì ulteriori danni era nociva per chiunque non fosse un Ashikabi. Poiché fu Karasuba a suggerire il metodo a causa del quale Takehito si sacrificò, Miya in parte la incolpa della morte del marito, creando della gran tensione tra le due Sekirei. Un anno dopo la fine del progetto Sekirei, nei laboratori dell'MBI è mostrata, accanto a una capsula in cui è tenuta Karasuba (unica Sekirei a non essersi ancora riattivata) un'altra capsula su cui è scritto "Dr.ASAMA", indicando che Takehito in realtà è ancora vivo. Sapendo questo, Minato gli promette che un giorno troverà il modo di rendere anche lui un Ashikabi, in modo che possa dare le ali a Miya. Successivamente si risveglia e torna da Miya che, dopo più di un anno di totale amnesia, lo riconosce subito.
- Natsuo Ichinomi (夏央?, Ichinomi Natsuo)

Doppiatore: Kousuke Toriumi
È l'Ashikabi di tutti e tre i membri della terza Squadra Disciplinare e lavora come impiegato nel servizio farmaceutico dell'MBI. Durante l'avvio del piano di fuga di Haruka, Shigi e Kuno afferma di aspettarsi qualcosa di eccitante. Karasuba dichiara che non ha mai sbagliato una delle sue intuizioni. Spiega a Minato perché è vietato alle Sekirei di attaccare un Ashikabi e che cosa accadrà se l'Ashikabi in questione muore (e sa anche che Haihane e Benitsubasa attaccherebbero un Ashikabi indipendentemente dalle conseguenze, soprattutto Benitsubasa). Gli dice anche che, se dovesse morire, avrebbe eliminato allo stesso tempo l'intera Squadra Disciplinare. Natsuo è una persona spensierata, come confermato dalle sue Sekirei. Haihane dice inoltre che lui è omosessuale, e che il suo amante, un medico, servì in una zona di guerra dove rimase ucciso. Dopo il completamento della terza fase Minaka gli dà l'ultimo Jinki rimasto per i suoi servizi nel Piano Sekirei, così lui e la sua Sekirei si qualificano per la quarta e ultima fase.
- MiyajimaÈ un consigliere speciale dell'MBI, nota per avere le capacità nella ricerca scientifica al pari di quelle di Takehito. Era la regolatrice di Tsukiumi, che un tempo viveva con lei e si riferiva a lei come "baa-san" (suffisso di rispetto usato nei confronti delle signore anziane). Tsukiumi la ricorda come molto severa e rigorosa, capace di farla tremare di paura ogni volta che le ritorna in mente anche, se secondo Minato, tutti gli episodi che secondo la Sekirei mettono solo in evidenza quanto Miyajima fosse spaventosa, mettono in evidenza invece quanto essa le volesse bene. Grazie alla tecnologia dell'MBI, ha un aspetto abbastanza giovanile nonostante l'età (Miya dichiara che ha più di 70 anni). Ha fatto la sua prima apparizione nel capitolo speciale del volume 9, in cui Minato e le sue Sekirei chiedono a Tsukiumi di lei.

### Squadra Disciplinare
La squadra disciplinare è un gruppo costituito da alcune delle sekirei più potenti in assoluto.
La prima generazione era costituita dai primi 5 numeri e il suo compito era difendere le altre sekirei, che si trovavano ancora nelle capsule di incubazione.
La seconda generazione aveva il compito di proteggere le sekirei appena nate.
La terza e attuale generazione invece è di fatto dipendente agli ordini della MBI ed è incaricata di tenere sotto controllo le sekirei che non collaborano al progetto.
- Karasuba (鴉羽?, Karasuba) (Sekirei #04)

Doppiatrice: Romi Park
Soprannominata la "Sekirei Nera", è la leader della attuale squadra disciplinare. Anni fa ha fatto una promessa con Musubi di combattere qualora dovessero essere le uniche Sekirei in gioco. Ha fatto parte anche sia della prima, che della seconda squadra disciplinare. Combatte usando una nodachi, che brandisce sfruttando la propria elevatissima velocità, e questo la rende una delle Sekirei più forti anche tra i numeri singoli: infatti quando era membro della prima generazione, il suo compito era occuparsi delle truppe di fanteria, che massacrava mostrando già allora la propria furia omicida; Matsu sostiene che se Karasuba e Miya dovessero combattere, mezza Tokyo verrebbe distrutta, ma Karasuba stessa ammette comunque di non avere possibilità contro la Sekirei #01. Il suo obbiettivo è ritrovare Yume, la Sekirei #08 che si sacrificò per salvare Musubi; Karasuba e Yume infatti furono i due membri principali della seconda generazione della squadra disciplinare. Odia profondamente la debolezza, e per questo odia gli esseri umani, che vede solo come deboli esseri da tagliare con la propria spada, e inoltre esprime più volte il proprio disgusto per il rapporto che si crea tra l'Ashikabi e la Sekirei, dato che implicitamente significa che una Sekirei è più debole senza il proprio Ashikabi. Anche per questo era ossessionata da Yume che, a differenza di ogni altra Sekirei, non aveva bisogno di un Ashikabi per attivare il proprio Norito. Durante la fase finale del progetto Sekirei, Karasuba si scontra con Musubi e, quando scopre che per permettere a Musubi di sfruttare tutto il proprio potere, Yume ha messo definitivamente fine alla propria esistenza, Karasuba si dispera e, dopo essersi rifiutata ancora una volta di baciare Natsuo, "strappa" le proprie ali, attivando autonomamente il proprio Norito in modo da dimostrare di non avere bisogno del legame col proprio Ashikabi. Purtroppo questo gesto porta il suo Tama a manifesarsi senza controllo, concedendole pochi minuti prima che il processo la termini, rischiando di ucciderla. Karasuba quindi si lancia contro Musubi, che riesce a distruggerle la spada con un pugno, sconfiggendola. Prossima alla morte, Karasuba ha una visione di Yume, che le spiega che ha perso perché non ha creduto nel "Potere del Destino", ma rassicurandola anche che presto ci crederà pure lei, mettendo in pace l'anima della Sekirei Nera, che secondo Natsuo può esprimere i propri sentimenti solo brandendo una spada. Fortunatamente Natsuo riesce a salvarle la vita baciandola e riformando il loro contratto, ma dopo i danni che ha subito, Karasuba entra comunque in un profondo sonno. Un anno dopo è viva, ma è ancora racchiusa in una capsula di stasi in cui vengono tenute le Sekirei terminate, mentre il resto della squadra è in attesa del suo risveglio. Alcuni scambi di battute con Natsuo sembrano implicare che, in realtà, quello che Karasuba provava per Yume era vero e proprio amore, per quanto espresso in modo contorto e atipico.
- Haihane (灰翅?, Haihane) (Sekirei #104)

Doppiatrice: Mitsuki Saiga
Sekirei #104, combatte con dei guanti metallici dotati di lame sulle dita. I capelli grigi e la carnagione pallida, assieme alle bende che le coprono il corpo, la rendono simile a una mummia. È piuttosto cinica e silenzionsa, e spesso e volentieri è la prima prendere in giro Benitsubasa per il suo seno o per la sua ossessione per il loro Ashikabi Natsuo.
- Benitsubasa ((紅翼?, Benitsubasa) (Sekirei #105)

Doppiatrice: Shizuka Itō
Sekirei #105, è un tipo pugno come Musubi, ma il suo stile di combattimento è più concentrato sulla tecnica che sulla forza fisica. È la più vivace del trio e non perde occasione di combattere. Non riesce a mandare giù il fatto di essere stata sconfitta con una facilità disarmante da Musubi, mentre essa era posseduta Yume, quindi passa tutto il tempo a cercare di ottenere la rivincita. Un altro argomento su cui si dimostra particolarmente sensibile sono le ridotte dimensioni del proprio seno, ulteriore motivo di odio per Musubi, al contrario molto prosperosa. Benitsubasa si dichiara apertamente innamorata del suo Ashikabi Natsuo, del quale lei vuole guarire la "confusione" (cioè l'omosessualità).

## Sud della città
- Hayato Mikogami (御子上 隼人?, Mikogami Hayato)

Doppiatore: Jun Fukuyama
Chiamato "l'Ashikabi del Sud" poiché Ashikabi più forte di questa zona della città, è un ragazzo di 15 anni erede di una grande azienda. È stato lui a causare la fuga di Kusano dai laboratori dell'MBI: a differenza di Minato, Hayato vede le Sekirei più come oggetti da collezione, quindi cercò di ottenere e alare Kusano facendola rapire da una propria Sekirei, la #43 Yomi, la quale riuscì a penetrare nei laboratori dell'MBI catturando Kusano e ferendo Takami, ma poi la bambina, i cui poteri rimasero instabili perché non ancora perfettamente regolati, scappò e fu ritrovata da Minato. Le sue varie Sekirei, a parte Mutsu, passano la prima fase del Progetto a cercare nuove Sekirei da portargli. Nel corso delle fasi viene infine spiegato il perché di questo atteggiamento avido e capriccioso: Hayato è il rampollo di una famiglia di miliardari che hanno programmato tutta la sua vita, e per questo, quando fu coinvolto nel Progetto Sekirei, Hayato sentì di aver finalmente trovato qualcosa in cui lui avesse piena voce in capitolo, senza doverne rispondere alla famiglia, e quindi decise di fare in modo di esserne uno degli elementi chiave e di assicurarsi che non venisse fermato o rovinato dalle azioni di altri Ashikabi. È uno dei personaggi più complessi della serie, perché nonostante tutti i suoi atteggiamenti avidi e immorali, al contrario di Higa ha dimostrato di tenere moltissimo alla propria "collezione" e di essere determinato di tenerle al sicuro.
- Mutsu (陸奥?, Mutsu) (Sekirei #05)

Doppiatore: Daisuke Matsubara
Unico membro di sesso maschile della Prima generazione della Squadra Disciplinare, ora è il Sekirei principale di Mikogami ed è dotato del potere di controllare la terra. Colpendo il terreno con la punta del fodero della propria spada è in grado di generare terremoti di piccole dimensioni con cui crea crepe nel terreno, potere che utilizzava quando era nella squadra disciplinare per neutralizzare l'artiglieria a terra. È sempre visto dietro a Hayato, del quale sembra essere quasi il baby-sitter, dato il comportamento a tratti bambinesco e immaturo del tanto temuto Ashikabi del Sud.
- Akitsu (秋津?, Akitsu) (Sekirei senza numero, in precedenza Sekirei #07)

Doppiatrice: Yū Kobayashi
L'ex #07, è una Sekirei "scartata", cioè una Sekirei che non può essere alata e che quindi non può usare il Norito. Questa sua condizione, che si manifesta con l'avere il Marchio delle Sekirei posto sulla fronte invece che dietro al collo, è dovuta a un arrogante scienziato dell'MBI, che sbagliò la procedura di regolamento dei poteri di Akitsu rendendole impossibile accedervi appieno. L'uomo, licenziato per la sua incompetenza, se la prese con l'innocente Sekirei che però si difese e scappò, venendo ritrovata da Hayato Mikogami che da allora lei considera il proprio Ashikabi. Proprio come il ghiaccio che controlla, Akitsu è calma, composta e impassibile, dimostrando al contempo un'indole piuttosto distratta, come quando, lottando contro Homura questi nota che l'avversaria non indossa mutande, a cui Akitsu risponde imbarazzata di essersi effettivamente dimenticata di indossarle. Durante la penultima fase del Progetto Sekirei Akitsu riesce finalmente a ricevere le ali da Hayato, utilizzando appieno i propri poteri, restando però terminata nel processo, dato il conseguente uso incontrollato di questi (usati per la prima volta), ma poco dopo fortunatamente viene riattivata grazie al Norito della Sekirei #108 Kusano. Akitsu usa i propri poteri per creare schegge di ghiaccio, che usa come lame o frecce e con cui è in grado di combattere alla pari contro Homura o Uzume.
Himeko (日姫子?, Himeko) (Sekirei #15)
- Mitsuki (蜜姫?, Mitsuki) (Sekirei #39)

- Taki (多姫?, Taki) (Sekirei #65)

### Sekirei sconfitte
- Yomi (夜見?, Yomi) (Sekirei #43)

Doppiatrice: Kana Ueda
- Mitsuha (蜜羽?, Mitsuha) (Sekirei #38)

Doppiatrice: Sayuri Yahagi

## Est della città
- Izumi Higa (比嘉 泉?, Higa Izumi)Doppiatore: Takuma Takewaka (Stagione 1), Jun'ichi Suwabe (Stagione 2) Chiamato "l'Ashikabi dell'Est" poiché Ashikabi più forte di questa zona della città, è, come Hayato Mikogami, l'erede di una grande azienda, le Hiyamakai Enterprises. A differenza di molti altri Ashikabi, Izumi considera il Progetto Sekirei una farsa a cui gioca solo nella speranza di distruggere l'MBI, azienda rivale della propria. Mantiene sempre un atteggiamento calmo e all'apparenza educato, ma in realtà è un manipolatore sociopatico. Piuttosto che agire direttamente, con le proprie Sekirei, preferisce ricattare le Sekirei forti tenendo i loro Ashikabi in ostaggio, come nel caso di Uzume con Chiho, che è ricoverata proprio in un ospedale di sua proprietà, o (temporaneamente) di Shiina con Yukari, che rapisce, in modo che le prime facciano il lavoro sporco in sua vece. Inoltre, l'Ashikabi dell'Est è quello che finora ha mostrato di possedere più Sekirei di chiunque altro, ma poiché vede il proprio rapporto con le proprie Sekirei un semplice contratto d'affari, la mancanza di un vero legame emotivo porta queste ultime a ritrovarsi impossibilitate a esprimere il loro vero potenziale, senza che lui o loro se ne rendano conto. Durante la terza fase del progetto Sekirei obbliga Uzume e Shiina a recuperare per lui il secondo Jinki, vinto dalla #73 Namiji, e poi organizza un attacco, con le proprie Sekirei, alla residenza Izumo per recuperare i Jinki in possesso a Minato (assente perché impegnato nel quarto match della terza fase), ma viene fermato da Hayato Mikogami, che gli spiega come, data la presenza di Miya, tale gesto sia un suicidio[2].

- Kochō (胡蝶?, Kochō) (Sekirei #22)

- Toyotama (Sekirei #16)

- Ichiya (Sekirei #18)

- Kakizaki (柿崎?, Kakizaki)

Doppiatore: Kenji Takahashi
- Yukari Sahashi (佐橋 ユカリ?, Sahashi Yukari)

Doppiatrice: Kana Asumi
Sorella minore di Minato e Ashikabi di Shiina. Chiamata "l'Ashikabi Demoniaco" per la violenza con cui tratta gli Ashikabi sconfitti (calci ai genitali mediante i suoi stivali con tacco pesante). Ha una passione morbosa per i seni grandi e per i bishonen, e per questo si innamora a prima vista di Shiina. Dopo essere diventata la sua Ashikabi, i due dopo pochi incontri sono conosciuti come la coppia "Ashikabi Demoniaco e Sekirei della Morte", soprattutto da quando hanno sconfitto la Sekirei #84 Yashima e violentemente picchiato il suo Ashikabi Juiichi, il quale ha messo una grossa taglia sui due descrivendoli come due mostri spietati (mentre in realtà Yukari aveva picchiato Juiichi per il trattamento disumano che lui riservava alla propria Sekirei). Venuto a sapere dell'esistenza di Kusano, decide di mettersi a cercarla con Shiina, ignara che la piccola fosse con Minato. A causa di una serie di coincidenze, date soprattutto dal fatto che Yukari sceglie di dedicare tanto tempo alla ricerca di Kusano da rimandare la visita a Villa Izumo, i due riusciranno a trovare la bambina solo molto più avanti, scoprendo finalmente la vera identità del fratello.
- Shiina (椎菜?, Shiina) (Sekirei #107)

Doppiatore: Sayori Ishizuka
Sekirei di Yukari. Ha un rapporto fraterno con la Sekirei #108 Kusano, dotata di poteri totalmente opposti ai suoi: mentre Kusano ha il potere di creare, Shiina ha il potere di distruggere, cioè mentre i poteri di Kusano le permettono di far crescere le piante, Shiina ha la capacità di disintegrare la materia; all'MBI i suoi poteri venivano utilizzati per controllare i poteri di Kusano, quando andavano fuori controllo. I colpi di Shiina consistono in lampi energetici distruttori che usa per difentersi e, contemporaneamente, contrattaccare. Finora non si è mai visto nessuno in grado di sopravvivere ai suoi poteri e il risultato di questi è che i vestiti e le armi di chi lo attacca sono disintegati, mentre l'avversario, se è una Sekirei, viene terminato. Nonostante questo potere lo renda uno dei Sekirei più forti, Shiina odia la violenza più di ogni altra cosa, quindi non cerca mai di combattere, ma piuttosto di scappare e, se questo non è possibile, allora fa in modo di finire lo scontro rapidamente per non far soffrire l'avversario. Il "Sekirei della Morte", come è soprannominato Shiina, è quindi estremamente buono e gentile e ogni volta che termina un'altra Sekirei, prova estremo rimorso. Yukari spesso gli fa portare vestiti femminili che, dato il suo aspetto androgino, secondo lei gli stanno molto bene e di fronte a questo lui, pur provando vergogna, non si oppone dato l'affetto che prova per lei. Shiina e Yukari si mettono quindi alla ricerca di Kusano, affrontando nel frattempo molti Ashikabi con le loro Sekirei e guadagnandosi il soprannome di "Ashikabi Demoniaco e Sekirei della Morte", data la facilità con lui termina i propri avversari e il terribile trattamento che lei riserva agli Ashikabi sconfitti, quando essi non mostrano rispetto. Dopo aver sconfitto la #84, Yashima, e aver visto come questa venisse trattata male dal proprio Ashikabi, in Shiina nasce il timore che Kū potesse essere nella stessa situazione, ma fortunatamente non è così e, quando finalmente si reincontrano nel quarto match della terza fase, Shiina scopre che l'Ashikabi di Kuu è proprio Minato, cosa che aveva sempre sperato dopo che Yukari gli aveva parlato di lui. Il suo nome significa letteralmente "Morte", e il suo attacco principale si chiama "Death Garden", che consiste in un'onda energetica con cui blocca l'attacco dell'avversario e che poi genera un contraccolpo che termina l'attaccante. Il suo Norito si chiama "Ali della Morte", e consiste nella formazioni di ali dall'aspetto demoniaco che avvolgono il nemico terminandolo istantaneamente.

### Sekirei sconfitte
- Uzume (鈿女?, Uzume) (Sekirei #10)

Doppiatrici: Yū Kobayashi nel Drama CD e Hitomi Nabatame nell'anime.
Soprannominata la "Sekirei Velata". È un'ospite di Villa Izumo per la prima metà della storia. La sua Ahikabi si chiama Chiho, che per molto tempo non viene mai incontrata dai protagonisti poiché ricoverata in un ospedale a causa di un'infezione virale incurabile. Poiché l'unico ospedale in cui si conosce la cura per la malattia di Chiho è di proprietà di Izumi Higa, Uzume per molto tempo ha agito seguendo gli ordini di quest'ultimo, diventando famosa per gli attacchi effettuati contro altre Sekirei potenziali nemiche dell'Ashikabi dell'Est. Nonostante non sia un numero singolo, Uzume è una Sekirei molto forte, e combatte usando delle lunghissime fasce di stoffa con cui è in grado di proteggersi da gran parte degli attacchi fisici o attaccare le altre Sekirei stritolandole e con cui nasconde la propria identità; i suoi veli però non la proteggono dai poteri basati sugli elementi, tipici dei numeri singoli, e per questo Takami Sahashi, per proteggere le Sekirei che Uzume è obbligata a combattere, ha incaricato Homura di fare da Guardiano sfruttando i propri poteri di fuoco, contro cui la stoffa diventa solo cenere. Scoperta l'dentità della "Sekirei Velata" e la ragione dietro le sue azioni, Minato e le sue Sekirei rubano da Higa le informazioni necessarie a guarire Chiho e la trasferiscono in un centro medico dell'MBI dove verrà curata. Purtroppo, appena scopre di essere libera, Uzume si sacrifica per proteggere Minato da un attacco della #31 Sai, venendo terminata. Un anno dopo il progetto Sekirei, viene riattivata e torna dalla sua amata, finalmente in salute.
- Katsuragi (葛城?, Katsuragi) (Sekirei #86)

- Kujou (Sekirei #??)

- Oshino (Sekirei #??)

- Oriha (織刃?, Oriha) (Sekirei #101)

- Sai (紗緯?, Sai) (Sekirei #31) e Shitodo (鵐?, Shitodo) (Sekirei #40)

## Ovest della città
- Nishi Sanada (真田 西?, Sanada Nishi)Soprannominato "l'Ashikabi dell'Ovest" essendo l'Ashikabi più forte della zona Ovest della città. È un teppista quasi sempre a cavallo della sua moto. Come molti Ashikabi, Sanada è molto attaccato alle sue Sekirei, che lui chiama le "sue amorine", ma nel suo caso, quasi in modo esagerato dato che lui è disposto a combattere al loro fianco, spesso con risultati comici. È molto violento e perverso, ma non è cattivo, infatti già prima della fine del progetto, lui e le sue Sekirei diventano alleati e poi amici di Minato e delle sue Sekirei. Matura un certo rispetto nei confronti di Seo, con cui condivide la natura violenta, stupida e sregolata, e come lui Sanada è in grado di far arrabbiare o deprimere seriamente le Sekirei di Seo Hikari e Hibiki: al loro primo incontro, dopo aver scoperto sulla sua pelle i poteri delle due gemelle, gli chiede con rabbia perché non indossino dei bikini tigrati, per poi biasimarle quando, confuse dalla stupidità dei suoi discorsi, non riescono a rispondergli. In realtà sia lui sia le sue Sekirei vedono il combattere come un vero e proprio gioco, tanto che queste ultime hanno un atteggiamento infantile e bambinesco in ogni situazione. Successivamente si scopre che le responsabili della sua forza non sono le tre sekirei con cui in genere si presenta, Kujika, Kuzuri e Shijime, sicuramente più forti della media, ma anche molto amichevoli, ma tre sekirei a cui ricorre solo in determinate situazioni: Chiyo, Yuna e Hatae, dotate di una ferocia che rivaleggia e, forse, supera quella di Karasuba. Sembra avere un debole per le donne mature, motivo per cui è subito attratto da Miya.

- Kujika (くじか?, Kujika) (Sekirei #48), Kuzuri (くずり?, Kuzuri) (Sekirei #??) e Shijime (しじめ?, Shijime) (Sekirei #106) Le tre sekirei che di solito accompagnano Sanada ovunque egli vada. Sono tutte e tre spensierate e tranquille, ma come il loro Ashikabi, che le chiama le sue amorine, anche attaccabrighe e violente, se provocate. Comunque, la mancanza di un reale istinto omicida non le rende sempre le sekirei più adatte negli scontri, per cui, se di fronte ad un avversario troppo forte, Sanada ricorre alle altre sue tre sekirei.
- Chiyo (千与?, Chiyo) (Sekirei #14), Yūna (夕那?, Yūna) (Sekirei #17) e Hatae (二十重?, Hatae) (Sekirei #20) Le tre sekirei a cui Sanada ricorre solo se di fronte ad un avversario troppo forte. Sono caratterizzate da un fisico molto più magro rispetto alla media, tanto da sembrare anoressiche, ma ancora di più a farsi notare è la loro natura talmente feroce da mettere a disagio il loro stesso Ashikabi. Sono talmente assetate di sangue che Sanada, quando deve attivare il loro Norito, teme (non a torto) che loro possano approfittarne per mordergli la lingua e le labbra, dato che questo è uno dei loro modi di mostrare affetto.

## Altri personaggi
- Seo Kaoru (瀬尾 香?, Seo Kaoru)

Doppiatori: Nakai Kazuya nel Drama CD e Katsuyuki Konishi nell'anime. Ashikabi di Hikari e Hibiki, è un vecchio amico di Takehito, con cui ha costruito Villa Izumo. Chiamato "l'Ashikabi Fallito" per il suo atteggiamento nullafacente e scroccone, cerca di rimediare un pasto gratis alla prima occasione, soprattutto a casa di Miya. Quest'ultima lo ospita e lo nutre sempre, ma senza mai nascondere di non provare nessuna di stima per lui e di fare questo solo per averle insegnato a cucinare e perché Seo era amico di Takehito. Questi e molti altri atteggiamenti fanno sì che Kaoru sia la più comune vittima dei poteri elettrici delle sue Sekirei, Hikari e Hibiki, che a loro volta non fanno altro che chiamarlo "inutile" e che ogni volta che lo sorprendono a fare lo scroccone o lo sfacciato, se non possono usare i loro poteri, lo prendono a calci. In realtà le due gemelle sono molto gelose e affezionate al loro Ashikabi, preoccupandosi moltissimo per lui ma impedendogli anche di avere altre Sekirei. Seo ha ricevuto da Takehito un potere speciale che gli permette di paralizzare e rendere completamente inerme qualsiasi Sekirei con cui sia in contatto diretto. Verso Minato, nonostante siano entrambi Ashikabi ha un atteggiamento amichevole, e più volte lo aiuta e gli fornisce consigli. Un altro Ashikabi con cui lega è Sanada Nishi, con il quale si incontra durante la terza prova, in cui Sanada, pensando che Seo stesse attaccando una sua Sekirei, lo colpisce con un tubo di ferro; i due quindi cominciano il loro scontro personale in cui, dopo aver insultato le reciproche Sekirei, si prendono a pugni fino a sviluppare un mutuo rispetto reciproco, oltre a finire entrambi colpiti da Hikari e Hibiki per la loro stupidità, dato che mentre loro si azzuffavano il terzo partecipante a quel match della terza prova, Mikogami, aveva trovato il Jinki #1 vincendo. Nel quarto Match della Terza Prova Seo forma un'alleanza con Minato e con Nishi. Un anno dopo la fine del Progetto Sekirei, Seo ha avuto quattro figli: Raizou, Raiden, Raimei e Raigou, figli suoi e delle sue Sekirei, da cui hanno ereditato gli stessi poteri elettrici.
- Hikari (光?, Hikari) (Sekirei #11) e Hibiki (響?, Hibiki) (Sekirei #12)

Doppiatrici: Yūko Kaida per Hikari e Michiko Neya per 'Hibiki. Sekirei gemelle con il potere dell'elettricità. Hikari e Hibiki sono le Sekirei di Seo Kaoru, a cui sono molto legate, ma verso cui però non fanno altro che provare esasperazione per colpa della sua superficialità e inaffidabilità. Le due infatti, per quanto estremamente devote al loro Ashikabi, non esitano a colpirlo a suon di botte e scosse elettriche ogni volta che lui fa qualcosa di scorretto o indecente (perciò quasi sempre), ma al contempo tutta questa violenza è espressa assieme a un desiderio estremo di difenderlo da qualsiasi violenza fisica o verbale. Nella prima fase del Progetto Sekirei, le due si occupano soprattutto di terminare le Sekirei che non hanno ancora trovato il proprio Ashikabi. Ogni volta che trovano Seo a Villa Izumo per farsi sfamare da Miya, le due lo puniscono prendendolo a calci (se usassero i loro poteri potrebbero danneggiare la villa, facendo infuriare Miya), per poi chiedere in lacrime perdono per il suo comportamento scroccone. Ciò che differenza davvero le due sorelle sono due cose: prima di tutto, Hikari e Hibiki hanno un carattere molto diverso, dato che mentre la prima ha un temperamento impaziente e attaccabrighe, la seconda ha un carattere tranquillo e pacato; la seconda differenza tra le due è che mentre Hikari ha un seno molto prosperoso e ampio, al pari di Tsukyumi, e per questo usato più volte da Seo come cuscino, Hibiki ha un seno molto più piccolo. A un anno dalla fine del progetto Sekirei, sia l'una sia l'altra hanno avuto una coppia di gemelli dal loro Ashikabi. I loro nomi significano rispettivamente "luce" e "suono", in modo da simboleggiare metaforicamente "fulmine" e "tuono".
- Haruka Shigi (鷸 ハルカ?, Shigi Haruka)

Doppiatore: Nobuhiko Okamoto nell'anime.
- Kuno (久能?, Kuno) (Sekirei #95)

Doppiatrice: Satomi Akesaka nell'anime.
Sekirei alquanto piagnucolona e priva di autostima. Lei e il suo Ashikabi sono determinati a non partecipare al progetto Sekirei, in parte perché non vogliono combattere, in parte perché Kuno, pur avendo un potere speciale, non è una Sekirei adatta né fisicamente né mentalmente agli scontri. Il suo potere consiste nell'emettere onde sonore ad alta potenza, in grado di disorientare gli avversari, compresi i numeri singoli, investiti da esse, ma non sono in grado di creare un autentico danno, per cui di fronte al pericolo, per Kuno è sempre meglio scappare.
- Narashino (習志野?, Narashino) (Sekirei #74)

Doppiatrice: Mikako Takahashi.
- Saki (Sekirei #55)

### Sekirei sconfitte
- Yashima (八嶋?, Yashima) (Sekirei #84) Sekirei che combatte utilizzando un gigantesco martello. Viene continuamente picchiata e insultata dal suo Ashikabi, Tanigawa Junichi, un violento teppista che la considera unicamente una sua proprietà. Nonostante gli abusi che riceve, Yashima è estremamente fedele al ragazzo e si lascia picchiare senza reagire. Durante la prima fase, lui la obbliga a combattere contro Shina, anche se quest'ultimo non aveva nessuna intenzione di lottare, e viene velocemente terminata. La cosa sconvolge sia l'avversario sia Junichi, che dopo aver tentato di picchiare Shina viene a sua volta picchiato da Yukari. L'aver visto come Yashima veniva trattata rende Shina ancora più determinato a ritrovare Kusano, per evitare che anche quest'ultima subisca abusi. Un anno dopo la fine del progetto, Yashima è una delle tante Sekirei che si risvegliano, tuttavia lei non riconosce Junichi, una volta trovatolo, e decide di andarsene per la propria strada. Vedendola andare via Homura, che in quel momento supervisiona il ricongiungimento delle Sekirei con i loro Ashikabi, le chiede cosa abbia intenzione di fare, a cui lei risponde di sentire una sorta di legame con Junichi, ma di sentire anche come il ragazzo non sia pronto a rendere sano tale legame, quindi fino a quando lui non capirà i propri sbagli, lei non si lascerà dare nuovamente le ali, e se ciò non dovesse accadere, troverà qualcun altro per farle da Ashikabi. Il suo Norito è "Martello del mio contratto, frantuma il nemico del mio Ashikabi!", e il suo attacco è "Gravity Hammer".

- Natsu (夏?, Natsu) (Sekirei #72)

- Ikki (伊岐?, Ikki) (Sekirei #19)

- Namiji (波路?, Namiji) (Sekirei #73)

- Nanaha (七葉?, Nanaha) (Sekirei #78)

## Sekirei presenti nei videogiochi
- Kuruse (来瀬?, Kuruse) (Sekirei #54)

- Yahan (夜半?, Yahan) (Sekirei #57)

- Aka-chan (赤ちゃん?, Aka-chan) (Sekirei #??)